# Pamphilia vilcabambae
Pamphilia vilcabambae là một loài thực vật có hoa trong họ Bồ đề. Loài này được D.R. Simpson mô tả khoa học đầu tiên năm 1975.